# Nicola Mammina
Nicola Mammina, noto anche come Niccolò Mammina (Monreale, 1º settembre 1909 – ...), è stato un ciclista su strada italiano.

## Carriera
Fu indipendente dal 1929 al 1934, gareggiando come individuale. Vinse due edizioni del Giro di Sicilia, nel 1929 sul percorso Palermo-Messina-Palermo in due tappe e nel 1932 sul percorso Palermo-Trapani-Marsala-Caltanissetta-Palermo in tre tappe; prese anche il via a tre edizioni del Giro d'Italia, e concluse quinto al Giro di Campania 1931 a tappe.

## Palmarès
- 1929 (individuale)

2ª tappa Giro di Sicilia
Classifica generale Giro di Sicilia
- 1932 (individuale)

2ª tappa Giro della Sicilia Occidentale (Marsala > Caltanissetta)
3ª tappa Giro della Sicilia Occidentale (Caltanissetta > Palermo)
Classifica generale Giro della Sicilia Occidentale
- 1933 (U.S. Italia Palermo)

Targa Valenti - Palermo

## Piazzamenti

### Grandi Giri
- Giro d'Italia

1929: 29º
1932: 31º
1934: 51º

### Classiche monumento
- Milano-Sanremo

1930: 32º
1932: 29º
1933: 28º